# Руска академија
Руску академију основала је Катарина Велика 11. октобра 1783. године по узору на Француску академију.
Академија је дала изузетан допринос валидацији, стандардизацији и кодификацији руског језика и књижевности све док није 1841. године постала део Руске академије наука.
Најистакнутији члан и представник Руске академије је Александар Пушкин. Председник академије током 1813-1841 био је Александар Шишков.
Академија је такође дала огроман допринос промоцији и развоју словеносрпског језика и књижевности након мисијских и пионирских доприноса Максима Суворова. Успостављањем академије, елиминисана је и потреба за штампарством Димитрија Теодосија, који је умро у Венецији годину дана пре оснивања академије. У одређеном смислу, академија такође води рачуна о јужнословенској литератури.